# علی‌نقی میرزا رکن‌الدوله

علی‌نقی میرزا (۱۲۷۶ هـ. ق-۱۳۳۵ هـ.ق) ملقب به رکن‌الدوله شاهزاده قاجار و فرزند ارشد محمدتقی میرزا پسر محمدشاه قاجار بود.
او در سال ۱۲۸۹ هـ. ق که پدرش به حکومت زنجان رسید، به نیابت حکومت برقرار شد و در ۱۲۹۷ هـ. ق که پدرش در خراسان حکمرانی می‌کرد، از جانب او حکومت سبزوار را یافت. هنگامی که محمدتقی میرزا برای بار دوم در ۱۲۹۹ هـ. ق به حکومت خراسان می‌رفت، منصب پیشین را در حق فرزندش تکرار کرد. علی‌نقی میرزا بار دیگر در دوران حکومت پدرش بر خراسان در سال ۱۳۰۱ هـ. ق به حکومت نیشابور رسید و هم در این سال هنگام سفر ناصرالدین‌شاه به خراسان، از سوی شاه به ریاست قشون ایالت خراسان منصوب شد. در سال ۱۳۰۴ هـ. ق به حکومت قم، ساوه، زرند و شاهسون بغدادی رسید و از سال ۱۳۰۷ هـ. ق تا ۱۳۰۸ هـ. ق به حکمرانی سبزوار برقرار شد. پس از آن که محمدتقی میرزا در سال ۱۳۰۹هـ. ق به حکومت خراسان رفت، علی‌نقی میرزا را به حکومت کهگیلویه و بهبهان و حکمرانی ایل ممسنی منصوب کرد. علی‌نقی میرزا در همین سال لقب «عین‌الملک» یافت. او در بار دومی که محمدتقی میرزا به حکمرانی فارس منصوب شد، مدت هفت ماه تا ورود موکب پدرش نایب‌الحکومه فارس بود و در اواخر همان سال به ریاست قشون ایالت فارس و حکومت لارستان و حکمرانی ایلات ممسنی و خمسه رسید. در سال ۱۳۱۵هـ. ق که حکمرانی ایالات خراسان و سیستان به محمدتقی میرزا سپرده شد، او سمت نیابت ایالت یافت و نیز به حکمرانی سبزوار، جوین و کوه سرخ منصوب گشت.
او پس از مرگ پدرش در ۱۳۱۸ هـ. ق از جانب مظفرالدین شاه لقب رکن‌الدوله گرفت و اجازه یافت در مجالس رسمی از نشان‌های افتخار پدرش استفاده کند. رکن‌الدوله در سال ۱۳۲۱ هـ. ق به حکومت خراسان و یک سال بعد به حکومت کرمان منصوب شد. دوره حکمرانی او در کرمان تا ۱۳۲۳ هـ. ق به طول انجامید و پس از او عزیزالله میرزا ظفرالسلطنه به این مقام منصوب شد. او در سال ۱۳۳۸ قمری درگذشت. مدفن او در آرامگاه محمدشاه در حرم حضرت معصومه واقع در قم قرار دارد.